# Бишев, Иван Иванович
Иван Иванович Бишев (?—1788) — русский военный, полковник. Единственный за всю историю  награжденный Орденом Святого Георгия III степени в звании капитана.

## Биография
Потомственный артиллерист. Службу начал в 1756 году.
В середине XVIII века Бишев изобрёл  оригинальные мортир-каноны.
Участник русско-турецкой войны 1768-1774 годов. В сентябре 1770 года в чине капитана командовал русским постом у Ренни, занимавшим остров при впадении Прута в Дунай и состоявшим из 30 гренадер, 40 егерей, 2 пушек и 2 лодок. В ожесточённом бою русский пост потерял 1 офицера и 3 солдата убитыми, 38 раненными. 14 октября 1770 года Бишев был награждён орденом Святого Георгия 3-й степени:
За оказанныя в случившемся 21-го сентября 1770 года противу неприятеля жестоком бою отличную храбрость и мужественные подвиги.
С 10 июня 1773 года - майор артиллерии, с 5 мая 1779 года — полковник, в 1780-х годах комендант в Колывани.
В 1785—1787 годах был начальником барнаульской полиции (совместно с командиром Колывано-Воскресенского батальона секунд-майором И. Терским).

## Награды
- Награждён орденом Святого Георгия 3-й степени (№ 22, 14 октября 1770).